# Anomochilus
Anomochilidae là một họ rắn chỉ có một chi là Anomochilus, chi này hiện có 3 loài.

## Các loài
- A. leonardi (M.A. Smith, 1940) - Tây Malaysia ở Selangor và Pahang.
- A. weberi (Lidth de Jeude In Weber, 1890) - Indonesia trên đảo Sumatra.
- A. monticola (Das, Lakim, Lim & Hui, 2008) - Borneo